# آب دریا

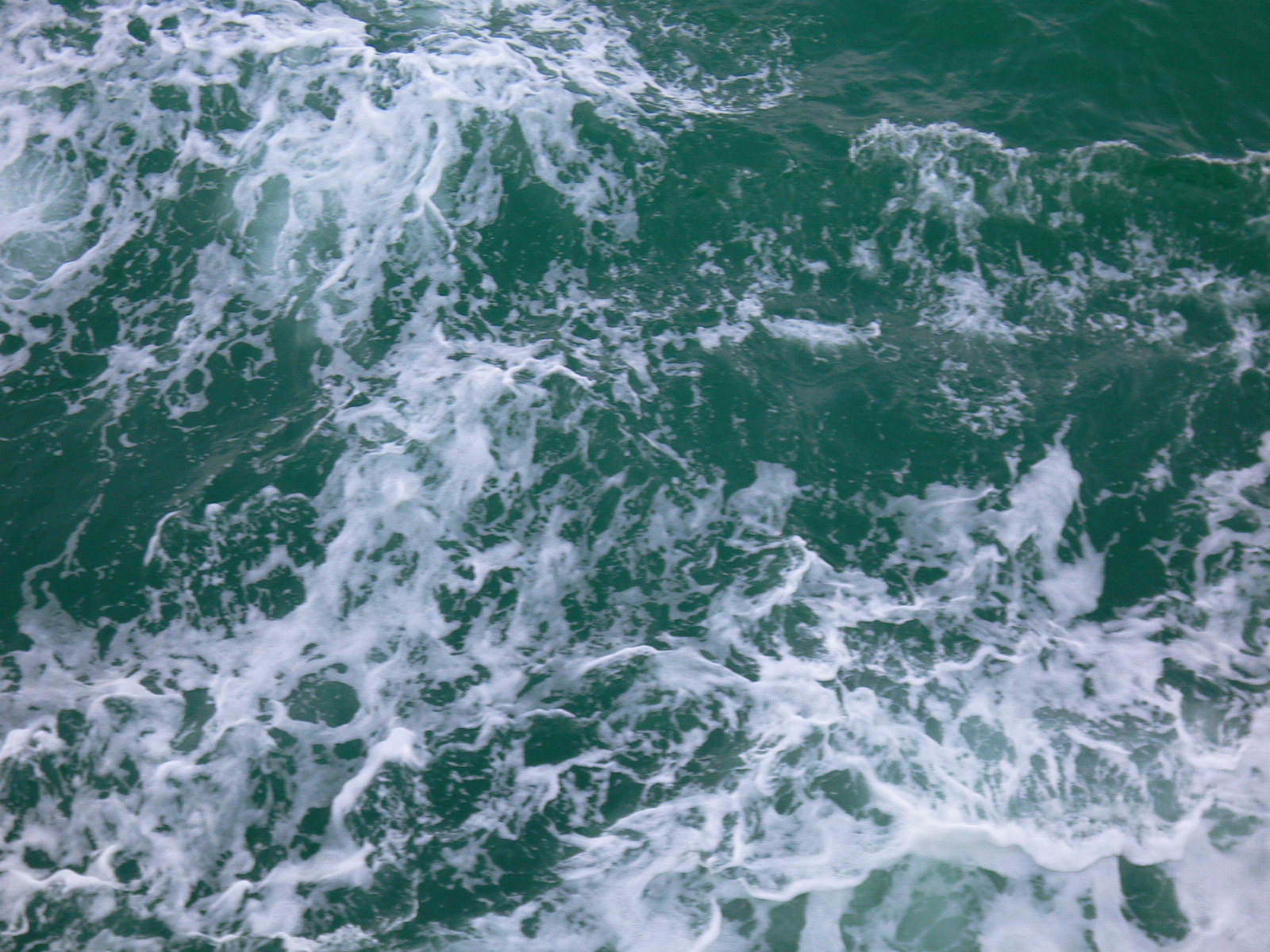
آب دریا در تنگه مالاکا

آب دریا (به انگلیسی: Seawater) به آب موجود در دریاها و اقیانوسها گفته می‌شود. به‌طور متوسط شوری آب اقیانوس‌ها در حدود ۳٫۵٪ (۳۵ گرم در لیتر) است. این بدان معنی است که هر کیلوگرم (یک لیتر بر حسب حجم) از آب دریا دارای ۳۵ گرم از املاح محلول (عمدتاً سدیم و کلرید و یون) می‌باشد. چگالی متوسط آب اقیانوس‌ها ۱٫۰۲۵ میلی‌گرم در لیتر است. آب دریا دارای چگالی بیشتری نسبت به آب شیرین و آب خالص است. دمای انجماد آب دریا به علت غلظت نمک محلول پایین‌تر است.
چگالی متوسط در سطح ۱٫۰۲۵ میلی‌گرم در لیتر است. آب دریا از آب شیرین و آب خالص متراکم تر است (چگالی ۱٫۰ کیلوگرم در لیتر در ۴ درجه سانتیگراد (۳۹ درجه فارنهایت)) زیرا نمک‌های حل شده جرم را به نسبت بزرگتر از حجم باعث افزایش جرم می‌شوند. با افزایش غلظت نمک، نقطه انجماد آب دریا کاهش می‌یابد. در شوری معمولی، در حدود منفی ۱ درجه سانتیگراد (۲۸ درجه فارنهایت) منجمد می‌شود. سردترین آب دریا که تاکنون ثبت شده است (در حالت مایع) در سال ۲۰۱۰ بود، در جوی در زیر یخچال‌های قطب جنوب و منفی ۲٫۶ درجه سانتیگراد (۲۷٫۳ درجه فارنهایت) اندازه‌گیری شد. pH آب دریا به‌طور معمول به دامنه‌ای بین ۷٫۵ و ۸٫۴ محدود می‌شود. با این حال، هیچ مقیاس pH مرجع پذیرفته شده جهانی برای آب دریا وجود ندارد و تفاوت بین اندازه‌گیری‌ها بر اساس مقیاس‌های مختلف مرجع ممکن است تا ۰٫۱۴ واحد باشد.
بحثی که در تفاوت املاح در آب رودخانه‌ها و اقیانوس‌ها هست به دلیل استفاده موجودات دریایی است به عنوان مثال سیلیکات آب دریا و اقیانوس‌ها خیلی کمتر از آب رودخانه‌ها هست و دلیل آن این است که وقتی سیلیکات از آب رودخانه وارد آب اقیانوس می‌شود سریعاً مرجان‌ها و صدف سازان دریایی از آن استفاده می‌کنند و این دلیل تفاوت این نوع املاح هست.

## ژئوشیمی

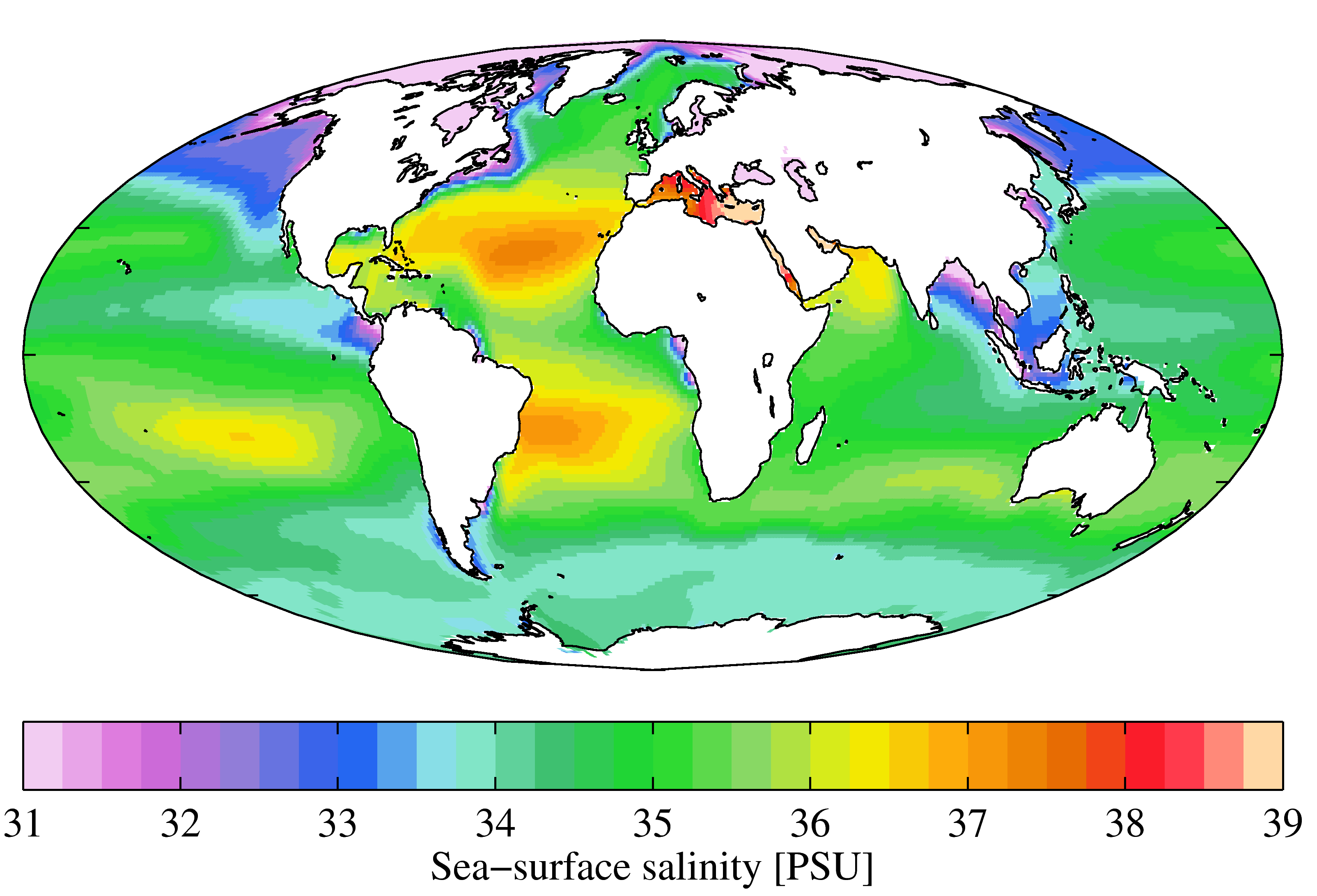
میانگین سالانه شوری دریا - ۲۰۰۹

### شوری
اگرچه اکثریت قریب به اتفاق آب دریا دارای شوری بین ۳۱ گرم در کیلوگرم و ۳۷٫۵ گرم بر کیلوگرم است، که بین ۳٫۳ تا ۳٫۸ درصد است، آب دریا در سراسر جهان به‌طور یکنواخت شور نیست. در جایی که مخلوط شدن با رواناب آب شیرین از دهان رودخانه، در نزدیکی یخچال‌های طبیعی ذوب یا مقادیر زیادی بارش (به عنوان مثال باران‌های موسمی) اتفاق می‌افتد، آب دریا می‌تواند به میزان قابل‌توجهی کمتر شور باشد. نمکی‌ترین دریای آزاد دریای سرخ است که در آن نرخ بالای تبخیر، بارش کم و رواناب کم رودخانه و گردش آب محدود منجر به آب شور غیر معمول می‌شود. شوری موجود در آب‌های جدا شده در آب هنوز هم می‌تواند به میزان قابل توجهی بیشتر باشد - تقریباً ده برابر در مورد دریای مرده. از نظر تاریخی، از مقیاس‌های مختلف شوری برای تقریب شوری مطلق آب دریا استفاده شده است. مقیاس محبوب "مقیاس شوری عملی" بود که میزان شوری در "واحدهای شوری عملی (psu)" اندازه‌گیری شد. استاندارد فعلی برای شوری مقیاس "شوری مرجع" با شوری بیان شده در واحد گرم در کیلوگرم یا به اختصار "g/kg" است.

## ترکیبات شیمیایی
آب دریا حاوی یون‌های محلول بیشتر از انواع آب شیرین است. با این حال، نسبت املاح تفاوت چشمگیری دارد. به عنوان مثال، اگرچه آب دریا ۲٫۸ برابر بی‌کربنات بیشتر از آب رودخانه دارد، درصد بی‌کربنات موجود در آب دریا به عنوان نسبت تمام یون‌های محلول در مقایسه با آب رودخانه بسیار پایین است. یون‌های بی‌کربنات ۴۸٪ از املاح آب رودخانه را تشکیل می‌دهند اما تنها ۰٫۱۴٪ برای آب دریا دارند. تفاوت‌هایی از این دست به دلیل متفاوت بودن زمان ماندگاری محلول‌های آب دریا است. سدیم و کلرید مدت ماندگاری بسیار طولانی دارند، در حالی که کلسیم (که برای تشکیل کربنات حیاتی است) تمایل دارد خیلی سریعتر رسوب کند. فراوان‌ترین یون‌های محلول در آب دریا سدیم، کلرید، منیزیم، سولفات و کلسیم هستند. اسمولاریته آن تقریباً ۱۰۰۰ mOsm/l است.